# Вампум
Вампум је начин писања помоћу шкољки који је служио за споразумевање код Америчких староседелаца. Реч је преузета из језика племена Хурон и значи шкољка.

## Изглед
У питању су нанизане шкољке разних боја, а низале су се на биљне влати, животињске жиле или кожне трачице.  Поред шкољки, користили су се и корали, перје или животињски зуби, као и биљке попут дувана, мака и разног семена. Шкољке су најчешће спиралног облика, беле или љубичасте боје. Користиле су се беле шкољке врсте лат. Busycotypus canaliculatis или лат. Busycotypus carica. Црне или љубичасте шкољке су биле врсте лат. Mercenaria mercenaria.

## Значење
Свака боја у вампуму има своје значење: бела означава мир, црвена рат, а тамне боје непријатност. Вампум од црвених шкољки са белом секиром у средини је значио објаву рата, док су се за објављивање мира слали вампуми од белих шкољки, са приказом два човека како се држе за руке. Ако не пристају на договор, Амерички староседеоци су одбијали да приме вампум, а ако би хтели да прекину договор, вампум би се враћао.

## Значај вампума
Имали су велики значај за Америчке староседеоце. Били су светиња. Осим као средство споразумевања, служили су и као украсни појасеви (кад се прочитају), као средство за записивање магијских обреда и молитви, па чак и новац. Придошли колонизатори су такође прихватили вампум као средство за плаћање. Сви вампуми су се чували код поглавице. Припадници племена Ирокеза и данас користе вампум у церемонији проглашења новог поглавице.

## Израда
Израда и низање вампума су се чували као племенска тајна. Чак ни сви припадници племена нису умели да их израде и прочитају. Тајну израде су чували најмудрији припадници племена, а преносили су је на најпаметније младиће. Долазак холандских колонизатора је донео револуцију у изради. Почела је масовна производња, што је за последицу имало пад његове вредности као средства плаћања.

## Најпознатији вампум
Најпознатији вампум потиче из 1682. године, а представља симбол вечног пријатељства између чланова племена Ирокеза и оснивача савезне државе Пенсилваније и града Филаделфије, Вилијама Пена.

## Галерија
- Шкољка врсте лат. Busycotypus canaliculatus
- Шкољка врсте лат. Busycotypus canaliculatus
- Шкољке врсте лат. Mercenaria mercenaria
- Вампум који означава мир и вечно пријатељство
- Вампум Ирокеза
- Вампум Ирокеза